# Bagerhat (zila)
Bagerhat is een district (zila) in de divisie Khulna van Bangladesh. Het district telt ongeveer 1,6 miljoen inwoners en heeft een oppervlakte van 3959 km². De hoofdstad is de stad Bagerhat.

## Bestuurlijk
Bagerhat is onderverdeeld in 9 upazila (subdistricten), 77 unions, 1031 dorpen en 3 gemeenten.
Subdistricten: Bagerhat Sadar, Chitalmari, Fakirhat, Kachua, Mollahat, Mongla, Morrelganj, Rampal en Sarankhola